# Catalonia Open
Il Catalonia Open è un torneo femminile di tennis che si tiene a Reus, vicino Tarragona, nella regione della Catalogna in Spagna dal 2023. Fa parte della categoria WTA 125 e si gioca sulla terra rossa del Club Tennis Reus Monterols, durante la seconda settimana del Mutua Madrid Open. L'avvio del torneo è di poterne organizzare altri nella regione per poter promuovere il tennis femminile La direttrice del torneo è l'ex numero 72 del mondo Laura Pous Tió. La seconda edizione del torneo si gioca a Lleida. La terza edizione del torneo si gioca a Vic.

## Albo d'oro

### Singolare
| Anno | Categoria | Campionessa        | Finalista         | Punteggio        |
| ---- | --------- | ------------------ | ----------------- | ---------------- |
| 2023 | WTA 125   | Sorana Cîrstea     | Elizabeth Mandlik | 6–1, 4–6, 7–6(1) |
| 2024 | WTA 125   | Kateřina Siniaková | Mayar Sherif      | 6-4, 4-6, 6-3    |
| 2025 | WTA 125   | Dalma Gálfi        | Rebeka Masarova   | 6-3, 6-0         |

### Doppio
| Anno | Categoria | Campionesse                              | Finaliste                     | Punteggio   |
| ---- | --------- | ---------------------------------------- | ----------------------------- | ----------- |
| 2023 | WTA 125   | Storm Hunter Ellen Perez (1)             | Alexa Guarachi Erin Routliffe | 6–1, 7–6(8) |
| 2024 | WTA 125   | Nicole Melichar-Martinez Ellen Perez (2) | Katarzyna Piter Mayar Sherif  | 7-5, 6-2    |
| 2025 | WTA 125   | Bianca Andreescu Aldila Sutjiadi         | Leylah Fernandez Lulu Sun     | 6-2, 6-4    |